# Víscera

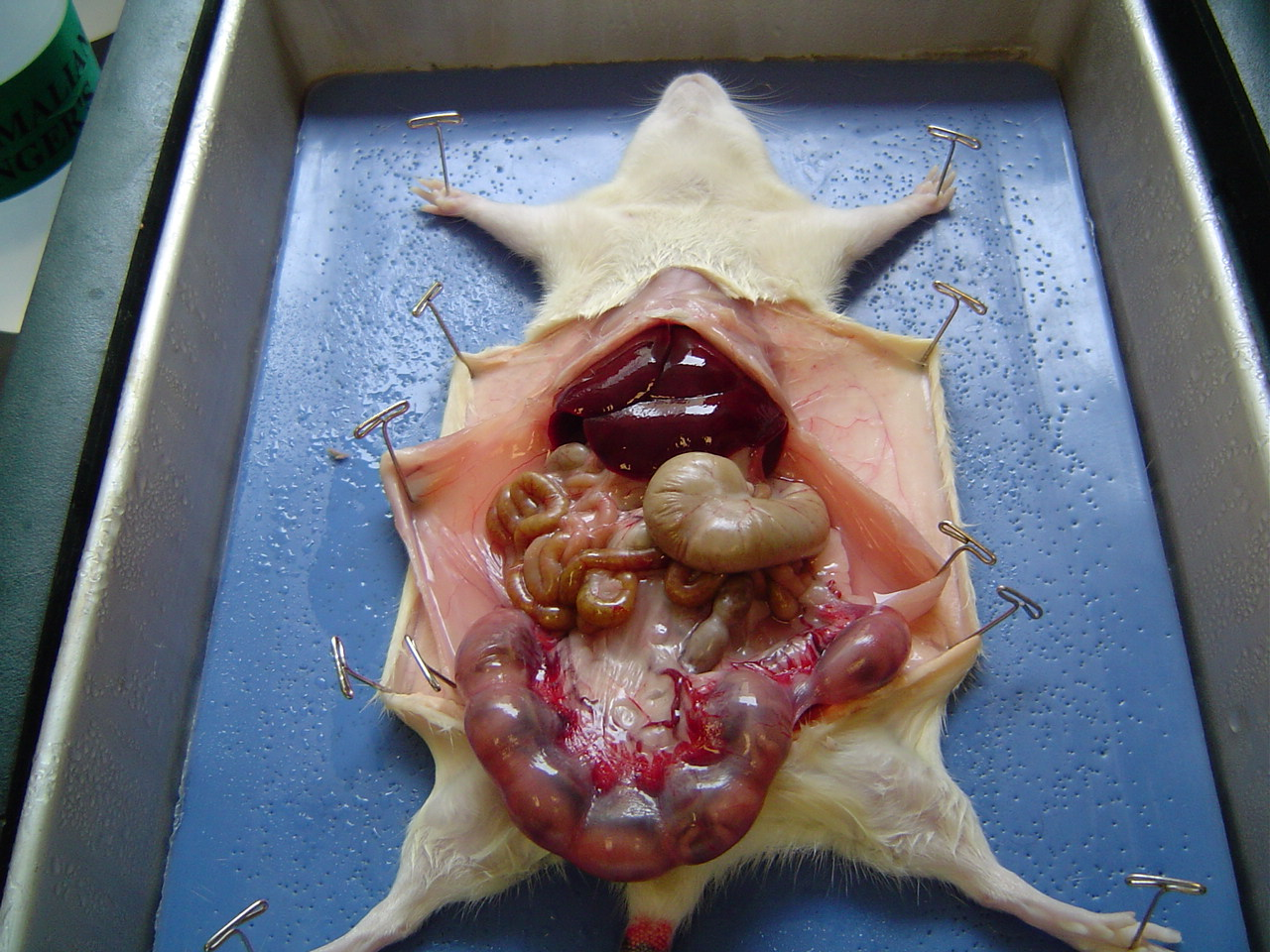
Rata con la cavidad abdominal abierta y los órganos internos disecados. Abajo, el útero con fetos.

Una víscera (del latín uiscera, «vísceras») o entraña es un órgano contenido en las principales cavidades del cuerpo humano y del resto de animales. Las vísceras son órganos internos que derivan embriológicamente del mesodermo o del endodermo.
Las cavidades esplácnicas son el tórax, el abdomen y la pelvis. La parte de la anatomía que estudia las vísceras es la esplacnología.

## Vísceras
Se considera víscera a toda estructura del cuerpo humano que esté rodeada por una bolsa serosa, como es el caso del pericardio, la pleura, estructura vaginal, etc.

## Clasificación
Según la constitución anatómica o estructural, existen dos grandes grupos de entrañas: 
- Vísceras macizas o parenquimatosas: Son las vísceras que presentan dos partes bien diferenciadas en su constitución anatómica, como son el estroma (tejido de sostén, que representa el armazón intersticial) y el parénquima (tejido funcional o tejido noble de la entraña que le dota el tipo de función) y está formado también por la cápsula envolvente que la protege.
- Vísceras huecas, membranosas o canaliculares: Son las vísceras que presentan morfología de saco hueco y que va a estar tapizada por una serie de capas estructurales o túnicas. Las túnicas o capas que presentan las entrañas huecas son de externa a interna:

- Capa serosa
- Capa muscular (constituida por músculo liso)
- Capa submucosa
- Capa mucosa

## Esplacnología
La esplacnología (del griego splagkhnon, «víscera», y logos, «tratado») es la parte de la anatomía sistemática que se encarga del estudio científico de las vísceras, haciendo un especial hincapié en la descripción de los aparatos digestivo, respiratorio, urinario y genital.